# Nicolas François, Duce de Lorena
Nicolas François (franceză Nicolas François de Lorraine; 6 decembrie 1609 – 25 ianuarie 1670), de asemenea cunoscut ca Nicolas al II-lea, a fost Duce de Lorena și Duce de Bar timp de câteva luni în anul 1634. A fost Duce în timpul invaziei lorene de către francezi în Războiul de Treizeci de Ani.

## Biografie
Nicolas François a fost fiul cel mic al Ducelui Francis II de Lorena și a soției acestuia, Cristina de Salm.  Născut de sărbătoarea Sfântul Nicolae, patronul Lorenei, a fost numit în onoarea lui. Sora lui, Margareta de Lorena, Ducesă de Orléans și soția lui Gaston, Duce de Orléans.
Ca fiul cel mic, fiind puțin probabil că va reuși să conducă ducatul, el a fost destinat Bisericii. A fost numit episcop de  Toul, în ciuda tinereții sale. A studiat filosofia și teologia la Universitatea din Pont-à-Mousson, 1622-1629. El a revenit la Nancy, în iunie 1629. Teza pe care a pregătit-o a fost tipărită în Olanda, în 1627, cu o dedicație pentru Papa Urban al VIII-lea. După ce a fost numit cardinal în 1626, a primit lecții private de la doi preoți iezuiți.
Fratele său, Carol al IV-lea, Duce de Lorena și de Bar, s-a aliat cu împăratul Ferdinand al II-lea și a susținut în Franța opozanții primului ministru Richelieu și a autorizat căsătoria surorii lor Margareta cu  Gaston d'Orléans, fratele și moștenitorul regelui Ludovic al XIII-lea.

### Căsătorie și copii
S-a căsătorit cu verișoara lui primară Claude Françoise de Lorena care a murit la nașterea celui de-al cincilea copil al lor:
- Ferdinand Philippe, Prinț Ereditar de Lorena, suo jure Duce de Bar (29 decembrie 1639 – 1 aprilie 1659
- Charles Léopold, Duce de Lorena (3 aprilie 1643 – 18 aprilie 1690) căsătorit cu Eleonora Maria de Austria; au avut copii;
- Anne Eléanore de Lorena (12 mai 1645 – 28 februarie 1648) a murit în copilărie;
- Anne Marie Thérèse de Lorena (30 iulie 1648 – 17 iunie 1661) stareță de Remiremont, fără copii;
- Marie Anne de Lorena (n. 30 iulie 1648, data decesului necunoscută).

## Biografie
- Henry Bogdan, La Lorraine des ducs, sept siècles d'histoire, Perrin, 2005
- Georges Poull, La maison ducale de Lorraine, Nancy, Presses Universitaires de Nancy, 1991